# Тремёр
Тремёр (фр. Trémeur, брет. Treveur) — коммуна во Франции, находится в регионе Бретань. Департамент — Кот-д’Армор. Входит в состав кантона Брон. Округ коммуны — Сен-Бриё.
Код INSEE коммуны — 22369.

## География
Коммуна расположена приблизительно в 350 км к западу от Парижа, в 55 км северо-западнее Ренна, в 45 км к юго-востоку от Сен-Бриё.
По территории коммуны протекает река Розет (фр. Rosette).

## Население
Население коммуны на 2016 год составляло 752 человека.
| 1962 | 1968 | 1975 | 1982 | 1990 | 1999 | 2008 | 2016 |
| ---- | ---- | ---- | ---- | ---- | ---- | ---- | ---- |
| 597  | 658  | 592  | 595  | 613  | 627  | 679  | 752  |

## Администрация
| Период | Период | Фамилия      | Партия                  | Примечания      |
| ------ | ------ | ------------ | ----------------------- | --------------- |
| 1935   | 1971   | Эжен Гинар   |                         | фермер          |
| 1971   | 1989   | Андре Гиттон |                         | предприниматель |
| 1989   | 2001   | Жозьян Ламе  |                         | нотариус        |
| 2001   | 2014   | Анри Франсуа | Социалистическая партия | учитель         |
| 2014   |        | Франсис До   |                         | директор лицея  |

## Экономика
В 2007 году среди 407 человек в трудоспособном возрасте (15—64 лет) 307 были экономически активными, 100 — неактивными (показатель активности — 75,4 %, в 1999 году было 68,2 %). Из 307 активных работали 284 человека (157 мужчин и 127 женщин), безработных было 23 (7 мужчин и 16 женщин). Среди 100 неактивных 43 человека были учениками или студентами, 28 — пенсионерами, 29 были неактивными по другим причинам.

## Достопримечательности
- Монастырь Сен-Жорж (1346 год)
- Церковь Сен-Пьер (XII век). Исторический памятник с 1926 года[3]

## Фотогалерея
- Церковь Сен-Пьер
- Церковь Сен-Пьер
- Карта коммуны